# 庄ノ城
庄ノ城（しょうのじょう）、または壇城（だんのじょう）は、富山県砺波市庄川町庄にあった日本の城。庄城とも書く。「壇城跡」として砺波市指定史跡。とやま城郭カードNo.40。

## 規模
庄川右岸に向かってせり出した「だん」と呼ばれる台地（標高130メートル）上を本曲輪とする山城である。規模は東西約100メートル×南北約90メートルで、台地全体が城域となっている。この「だん」の東側に位置する標高190メートルの山頂にも、幅8メートル×長さ37メートルの平坦面からなる曲輪があり、高さ1.8メートルほどの土塁が残る。この曲輪は、非常の際の詰めの城か、物見の施設と考えられている。また、他の詰城としては南東1.5キロメートルの距離に越中国・千代ヶ様城が在り、城主は平時には庄ノ城を居館とし、戦時は東側山頂の曲輪および尾根伝いの道を通って千代ヶ様城を使用したものと考えられている。また、出城として越中国寺家新屋敷館が在る。

## 歴史
詳しい築城年代は不明。南北朝期に足利一門の有力者桃井直常が拠って礪波郡一帯に越中国一乗寺城、加賀国松根城、越中国井口城、越中国野尻城などの支城網を築き支配したという。また、鎌倉期から戦国期にわたり礪波郡で勢力を誇った石黒氏の分家が「壇城」に拠っていた（壇石黒氏）と云う。石黒氏が築いた後に桃井直常が入ってその後に再び石黒氏が入ったのか、または桃井直常が築いて後に石黒氏が入ったのかは判然としない。直常が居城とした城の一つに越中国松倉城が在るが、親桃井派であった椎名氏の居城としてそれ以前もそれ以降も使用されている事から、石黒氏の支援を受けて在城していたとも推測出来る。近年の調査で炭化物が見つかり幾度か火災に遭っている事が判明しており、その事から庄ノ城の興廃の程が窺える。

## 年表
- 正平年間（1346年 - 1369年）頃、越中国守護桃井直常が拠った。
- 応安元年（1368年）8月、対桃井強硬派の斯波義将が越中国守護に任じられ能登国守護吉見氏頼らと共に桃井氏討伐に着手。
- 応安2年（1369年）、義将の配下二宮円阿によって攻められ落城。
- 永正7年（1510年）、越後国守護代長尾為景が長森原の戦いの後に一時期居住したと云う。
- 天文年間（1532年 - 1554年）、越中国木舟城城主石黒成綱の弟、石黒与三右衝門が拠った。
- 天正4年（1576年）、上杉謙信によって攻められ落城。与三右衝門は庄ノ城を退去した（因みに天正9年（1581年）7月、織田信長に近江国長浜へ呼び出された成綱や与三右衝門ら一族30人が丹羽長秀配下の兵により謀殺されている）。一説によると神保氏が拠っていた折、佐々成政に攻められ落城したとも云われているが確証を得ない。

- 廃城年代は不明。

## 逸話
庄ノ城が佐々成政に攻められ落ち延びる途中で城が燃えているのを見た神保長職の奥方が狂死し、後に瑞龍寺（富山県高岡市）の閑雲禅師と地元民により石碑が建てられた。この石碑は「御上様塚」と呼ばれ「砺波市ふるさと文化財」に登録されている。

## 現在
西側は温泉施設により削られている。それ以外もほぼ田畑になっており、あまり面影は無いが、「壇城跡」として1987年（昭和62年）3月30日に市の指定史跡となり、案内板が立てられている。また「とやま城郭カード」のNo.40に選ばれている。